# Nick Itkin
Nick Itkin (født 9. oktober 1999) er en amerikansk fægter.
Han repræsenterede USA ved sommer-OL 2020 i Tokyo, hvor han vandt bronze i holdkonkurrencen.
Ved sommer-OL 2024 i Paris vandt han bronze i den individuelle konkurrence.